# Domenico Passuello
Domenico Passuello (Livorno, 24 maart 1978) is een Italiaans voormalig professioneel wielrenner die in het verleden uitkwam voor onder meer Quick Step en Amore & Vita

## Overwinningen
2001
- GP Pretola

## Resultaten in voornaamste wedstrijden
| Jaar | Ronde van Lombardije |
| ---- | -------------------- |
| 2003 | 64e                  |